# 白東脩
白 東脩（はく とうしゅう、ペク・トンス、ハングル: 백동수、1743年 - 1816年）は、李氏朝鮮時代後期の武官である。本貫は水原白氏。諱は東脩。字は永叔（えいしゅく、ヨンスク）。号は靭斎（じんさい、インジェ）または野餒（やだい、ヤヌェ）。李徳懋や朴斉家と共に、武芸図譜通志の編纂に参加した。

## 生涯
1743年（英祖19年）に誕生したが、祖父が庶子の身分であったため、身分上では低い立場にあった。金体乾の息子で、「剣仙」の異名を持つ金光澤に師事して剣術を修めた他、道家や伝統的内丹術、万一に備えて医術も学んだ。
青年期は学問よりも武術に熱中したが、幸いにも朴趾源、李徳懋などが友人として周囲にいた。壮年期には学問に志を置くようになり、朴趾源や成大中から、「武として文を成し遂げた」との評価を受けた。

### 武官となる
1771年（英祖47年）、式年試の丙科武科に合格したが、身分上の理由や粛宗時代以降から頻繁に行われるようになった萬科の影響による人材過多のため、朝廷は官職不足状態であった。その中で官職を得る事ができなかったため、1773年（英祖49年）、貧困を理由に家族とともに漢城を離れて江原道基麟峡（現在の江原道麟蹄郡）に行き、そこで農業や牧畜をして暮らした。
落魄の時代を経て1776年、正祖が即位した年に正九品・副司勇に任命され、1787年（正祖11年）集春営の哨官に就任。1788年（正祖12年）御営庁（資金護衛軍）哨官に就任した。
1789年（正祖13年）、分守門将に任命された後、荘勇営（장용영）哨官を経て4月より、新しい武芸書を編纂せよとの正祖の命令により、検書官であった李徳懋や朴斉家とともに武芸図譜通志の編纂に参加するようになった。武芸図譜通志は翌1790年に完成したが、この年には副司直を経て、6月3日より訓錬主簿に任命されている。翌1791年（正祖15年）には訓錬判官に、さらにその翌年の1792年（正祖16年）には忠清道庇仁県（現在の舒川郡）の県監（地方官のひとつ）を務めた。
1795年（正祖19年）、恵慶宮洪氏の周甲誕辰（生誕60周年）を祝って正祖が宮中で開催した進饌（宮中宴享、宮中で行われる舞踊や音楽を中心とした会）の際に荘勇営哨官に復帰、訓錬僉正に就任した。1796年（正祖20年）には長興庫（紙や紙製品を取り扱う部署）の主簿に任命された。
1802年（純祖2年）には平安道博川（現在の博川郡の一部）の群守（地方官のひとつ、県監より上）に任命され、合わせて把総（武官の位階のひとつ）となった。

### 晩年
1806年（純祖6年）、当時の領議政であった李秉模が、関西地方（관서 지방）において汚職があった事を挙げ、白東脩を遠方へ定配（地方に流した上、その地方で監視下におかれた状態で生活する罰）にするよう進言した。純祖はこれに応じ、白東脩は慶尚道丹城県に定配されたが、後に許されて1810年（純祖10年）には軍器副正に任命されている。
1816年（純祖16年）、74歳で死去した。

## 家族
辛壬士禍（신임사화）に関与して拷問の末に生命を落とした贈戸曹判書、忠荘公白時耇（はく じこう、ペク・シグ、1649年 - 1722年）の曾孫であり、白尚華（はく しょうか、ペク・サンファ）の孫にあたる。父は折衝将軍で行龍驤衛副護軍でもあった白師宏（はく しこう、ペク・サグェン、1721年 - 1792年）であり、李徳懋は義理のおじ（白師宏の姉妹の夫）にあたる。
- 曾祖父: 白時耇
- 祖父: 白尚華
- 父: 白師宏
- 弟: 白東侃
- 妻: 晋州柳氏
- 息子: 白心鎮